# عضلات بين ضلعية غائرة
العضلات الوربية الباطنة أو العضلات الوربية الداخلية (بالإنجليزية: Internal Intercostal Muscles)‏ تسير إلى العمق من العضلات الوربية الخارجية.

## المنشأ والمرتكز
تبدأ من القص في الأمام حتى الزوايا الضلعية في الخلف وإلى الإنسي من الزوايا ثم تحل محل أليافها العضلية الأغشية الوربية الداخلية (Internal Intercostal Mousles).

## اتجاه الألياف
بعكس اتجاه ألياف العضلات الوربية الخارجية فهي تسير أسفل أرضيات الأثلام الضلعية باتجاه الأسفل والوحشي إلى الحواف العلوية للأضلاع الأخفض.

## معرض صور

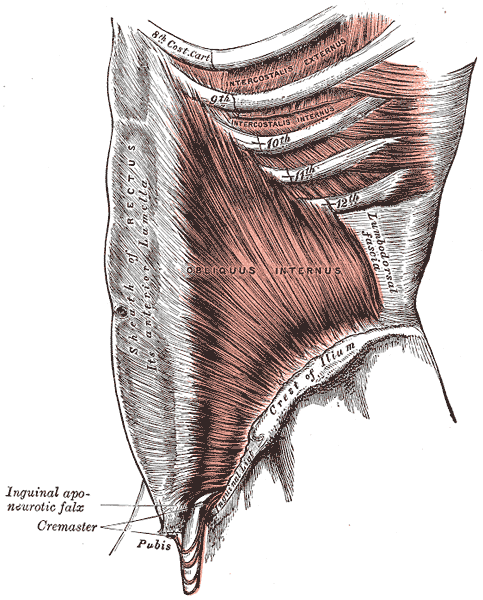
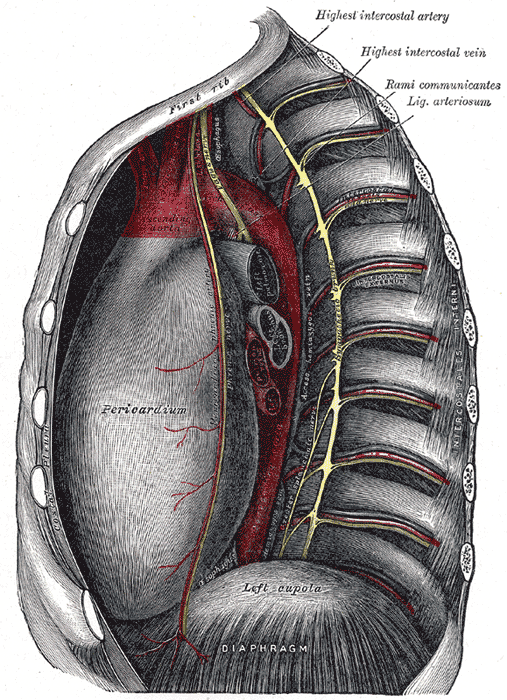

## الوظيفة
خفض الأضلاع فهي زفيرية.